# Diego (tortue)
Pour les articles homonymes, voir Diego.
Diego, né aux environs des années 1910 dans l'île Española, est une tortue mâle de l'espèce Chelonoidis hoodensis, l'une des dix espèces de tortues géantes des Galápagos, connue pour avoir permis la survie de son espèce grâce à ses capacités reproductives.

## Histoire
Diego, mâle de 80 kilos et 1, 5 mètre, né sur l'île Española, est emmené aux États-Unis entre 1928 et 1933, bien avant 1959, date à laquelle l'archipel des Galapagos a été déclaré réserve naturelle. Il y passe 30 ans au zoo de San Diego, auquel il doit son nom. En 1976, il est emmené, toujours en captivité, sur l'île de Santa Cruz à des fins de reproduction de son espèce, alors en voie d'extinction. Il y engendre 40 % des jeunes tortues qui ont ensuite grandi sur l'île Española et sont en 2020 au nombre de 2000, dont 200 nés à l'état sauvage.
Sa « retraite » et son retour sur son île d'origine, qu'il a quittée près de 80 ans, sont programmés pour mars 2020 mais se voient retardés en raison de la pandémie de Covid-19,. Il n'est rapatrié qu'au mois de juin 2020, en compagnie de trois femelles et de deux autres mâles reproducteurs, et recouvre sa liberté après avoir sauvé son espèce.